# Salcedo (Repubblica Dominicana)
Salcedo è un comune della Repubblica Dominicana di 40.510 abitanti, situato nella Provincia di Hermanas Mirabal, di cui è capoluogo. La città si trova nella regione del Cibao e comprende, oltre al capoluogo, il distretto municipale Jamao Afuera. Si trova a 160 km dalla capitale Santo Domingo.
È famosa per aver dato i natali alle eroine Dominicane, le sorelle Mirabal, che diedero la loro vita nella lotta contro il dittatore Rafael Leónidas Trujillo. C'è un museo in città, Ojo de Agua che commemora le tre sorelle che sono state uccise nella lotta contro la dittatura.
La città prende il nome da Francisco Antonio Salcedo che ha combattuto nella parte nord-occidentale del paese contro l'esercito haitiano durante la guerra d'indipendenza Dominicana.

## Amministrazione

### Gemellaggi
- Lagos

## Curiosità
La città divenne molto nota al di fuori della Repubblica Dominicana grazie a un video su Youtube. Il video era in realtà una registrazione audio di un ascoltatore di una radio locale, che chiamava proprio da Salcedo , chiedendo di riprodurre una canzone che a suo dire si intitolava "Esas son Reebok o son Nike" (che significa "Sono Reebok o son Nike ? "). La canzone di riferimento era in realtà "The Rhythm of the Night" di Corona, scatenando l'ilarità della rete.